# Kawaguchi Masato
Masato Kawaguchi (sinh ngày 18 tháng 6 năm 1981) là một cầu thủ bóng đá người Nhật Bản.

## Sự nghiệp câu lạc bộ
Masato Kawaguchi đã từng chơi cho Kyoto Purple Sanga, Albirex Niigata, Otsuka Pharmaceutical và Mitsubishi Mizushima.